# Lunenburg (Massachusetts)
Lunenburg é uma vila localizada no condado de Worcester no estado estadounidense de Massachusetts. No Censo de 2010 tinha uma população de 10.086 habitantes e uma densidade populacional de 140,37 pessoas por km².

## Geografia
Lunenburg encontra-se localizado nas coordenadas 42° 34′ 57″ N, 71° 43′ 14″ O. Segundo o Departamento do Censo dos Estados Unidos, Lunenburg tem uma superfície total de 71.85 km², da qual 68.58 km² correspondem a terra firme e (4.55%) 3.27 km² é água.

## Demografia
Segundo o censo de 2010, tinha 10.086 pessoas residindo em Lunenburg. A densidade populacional era de 140,37 hab./km². Dos 10.086 habitantes, Lunenburg estava composto pelo 95.18% brancos, o 0.89% eram afroamericanos, o 0.17% eram amerindios, o 1.56% eram asiáticos, o 0% eram insulares do Pacífico, o 0.66% eram de outras raças e o 1.54% pertenciam a duas ou mais raças. Do total da população o 2.38% eram hispanos ou latinos de qualquer raça.